# Паола Гонзага (1463 – 1497)
Вижте пояснителната страница за други личности с името Паола Гонзага.
Паола Гонзага (на италиански: Paola Gonzaga; * вер. 23 септември 1464, Мантуа; † 1497, Гориция) е принцеса от рода Гонзага от Маркграфство Мантуа и чрез брак графиня на Гориция (1478 – 1497) в Каринтия.

## Произход
Тя е най-малката дъщеря на Лудовико III Гонзага (* 1412, † 1478), маркграф на Мантуа, и на съпругата му Барбара фон Бранденбург (* 1423, † 1481). Нейни дядо и баба по бащина линия са Джанфранческо I Гонзага, маркграф на Мантуа, и съпругата му Паола Малатеста, а по майчина – маркграф Йохан „Алхимиста“ от Бранденбург-Кулмбах и принцеса Барбара фон Саксония-Витенберг. Има пет братя и пет сестри:
- Федерико I (* 1441, † 1484), 3-ти маркграф на Мантуа от 1478 г., съпруг на за Маргарете Баварска
- Франческо (* 1444, † 1483), кардинал от 1464 г.
- Паола Бианка (* 1445, † 1447)
- Джанфранческо (* 1446, † 1496), граф на Сабионета, съпруг на Антония дел Балцо
- Сузана (* 1447, † 1481), монахиня кларисинка в манастира „Санта Киара“ в Мантуа
- Доротея († 1468), херцогиня на Милано като съпруга на Галеацо Мария Сфорца
- Чечилия (* 1451, † 1474), монахиня в манастира „Санта Киара“ в Мантуа
- Родолфо († 1495), господар на Кастильоне и на Солферино, съпруг на Антония Малатеста и на Катерина Пико дела Мирандола, прадядо на св. Алоизий Гонзага.[1]
- Барбара (* 1455, † 1503), херцогиня на Вюртемберг като съпруга на Еберхард I
- Лудовико (* 1460, † 1511), епископ на Мантуа (1483)

## Биография
Паола е последното от единадесетте законни деца на маркграф Лудовико III Гонзага. Тя е болнава, с тегло под нормата и има вродена деформация на едното си рамо, така че се лекува на няколко пъти като дете в северно-италиански термални центрове с пиене на вода и с кал.
Чрез посредничеството на своята зълва Маргарета Баварска и с одобрението на майка си Барбара, която произлиза от рода Бранденбург-Хоенцолерн, за нея са предпочетени трансалпийските бракове с княжеските фамилии на империята. През 1476 г., когато е на 12 г., е подписан брачният ѝ договор с Леонард фон Гьорц от рода Майнхардини. През 1478 г., малко след смъртта и болестта на баща си, тя става втората му съпруга в Болцано. Нейната зестра се съхранява в булчински сандъци, голяма част от които оцелява и днес и може да бъде открита в Клагенфурт, Милщат и Грац. Споменава се и по-малката ѝ красота в сравнение с тази на сестра ѝ Барбара, наречена Барбарина. Паоло Сантонино отбелязва, че графинята е била обичана и уважавана заради отличното си образование. Бракът ѝ остава бездетен, така че семейство Майнхардини измира след смъртта на нейния съпруг през 1500 г. и територията им попада в ръцете на Хабсбургите чрез споразумение за наследство с император Максимилиан I.
Умира през 1497 г. на 37-годишна възраст.